# Wilhelm Bleckwenn
Wilhelm Hermann Bleckwenn (* 21. Oktober 1906 in Berge (Niedersachsen); † 10. Mai 1989 in Saarbrücken) war ein deutscher Heeresoffizier, zuletzt Generalmajor.

## Laufbahn

### Zwischenkriegszeit
Bleckwenn wuchs in Berge im Umland von Osnabrück auf, trat am 16. April 1925 als Polizeianwärter in die Polizeischule Hildesheim ein, wurde am 1. Oktober 1925 zum Unterwachtmeister ernannt und am 1. April 1926 zur Schutzpolizei Wesermünde versetzt. Dort wurde er am 1. Januar 1927 Polizei-Wachtmeister und am 1. Juni 1930 Polizei-Oberwachtmeister. Nach der Teilnahme am 14. Offiziers-Anwärter-Lehrgang an der Landespolizeischule für Waffendienst und Körperschulung in Spandau und der höheren Landespolizeischule in Potsdam-Eiche bestand er im September 1930 die Offiziersprüfung, wurde am 11. August 1932 zum Polizei-Offiziers-Anwärter ernannt und nahm vom 20. September bis zum 30. November 1932 an einem Schießlehrer-Lehrgang und einer Panzerwagen-Ausbildung an der Schule für Technik und Verkehr in Berlin-Tempelhof teil. Am 1. April 1933 wurde er zum Polizei-Leutnant und am 1. Juli 1934 zum Polizei-Oberleutnant befördert. Am 1. Oktober 1934 wechselte er als MG-Offizier in den Stab der Landespolizeigruppe Hannover, wo er als Zugführer in der 2. Landes-Polizei-Hundertschaft Hannover diente.
Nachdem das Deutsche Reich im Zuge der Aufrüstung der Wehrmacht am 1. April 1935 die deutschen Landespolizeien übernommen und deren kasernierte Einheiten am 3. Juli 1935 in die Wehrmacht eingegliedert hatte, trat Bleckwenn am 20. Mai 1935 der Wehrmacht bei und wurde am 17. Juli 1935 mit Wirkung vom 1. August 1935 als Oberleutnant in das Rechtsverhältnis eines Soldaten überführt. Nach Teilnahme an einem Lehrgang für MG-Zugführer an der Infanterie-Schule Döberitz vom 23. September bis zum 12. Oktober wurde er am 15. Oktober 1935 Kompanie-Offizier der 3. Kompanie des MG-Bataillons 1.  Am 1. Oktober 1936 wurde er zum Hauptmann befördert und am 17. Oktober 1937 als Chef der 2. Kompanie in das MG-Bataillon 10 versetzt. Nach einem Offiziers-Lehrgang an der Kriegsschule Dresden vom 10. Juli bis zum 10. August 1938 wurde er am 10. November 1938 Chef der 2. Kompanie im MG-Bataillon 14.

### Zweiter Weltkrieg
Am 4. Januar 1940 wurde er Kommandeur des I. Bataillons im Grenz-Infanterie-Regiment 127, das Sicherungsdienst am Westwall versah und am 22. November 1940 in das III. Bataillon des Infanterie-Regiments 690 überging, das gleichfalls seinem Kommando unterstand. Am 26. März 1941 wurde er in die Führerreserve des OKH versetzt und als Offiziersausbilder zum Infanterie-Ersatz-Bataillon 63 in Ingolstadt kommandiert.
Zwei Monate nach Beginn des deutschen Überfalls auf die Sowjetunion wurde Bleckwenn am 20. August 1941 Kommandeur des III. Bataillons des Infanterie-Regiments 256 (112. Infanterie-Division), das zu diesem Zeitpunkt im Raum  Bobruisk südöstlich von Minsk kämpfte. Am 9. September 1941 wurde er schwer verwundet und nach Lazarettaufenthalt zur Genesung in das Infanterie-Ersatz-Bataillon 256 und dann am 31. Oktober 1941 in die Führerreserve der Heeresgruppe Mitte versetzt. Am 15. Oktober 1941 war er, rückwirkend zum 1. September, zum  Major ernannt worden. Am 4. November übernahm er das III. Bataillon und dann am 27. November das I. Bataillon des Infanterie-Regiments 467 (267. Infanterie-Division). Am 18. Januar 1942 übernahm er die Führung des Infanterie-Regiments 487 (ebenfalls 267. Infanterie-Division). Etwa zur gleichen Zeit traf ihn ein schwerer persönlicher Schicksalsschlag: An seinem Wohnort Saarbrücken waren seine Frau und sein erster Sohn kurz nach der Geburt gestorben. Als ihm sein Kommandierender General daraufhin eine Dienstreise nach Saarbrücken anbot, lehnte Bleckwenn ab, weil Urlaubssperre war und er selbst in ähnlichen Fällen Untergebenen keinen Urlaub gewähren konnte.  Mit seiner Beförderung zum Oberstleutnant rückwirkend zum 1. August 1942 wurde er gleichzeitig Kommandeur dieses Regiments, das am 15. Oktober 1942 in Grenadier-Regiment 487 umbenannt wurde. Am 8. November 1943 erfolgte seine Beförderung zum Oberst, rückwirkend zum 1. September 1943. Im Verlauf der sowjetischen Winteroffensive nördlich von Gomel ab dem 21. Februar 1944 half Bleckwenns Regiment der schwer bedrängten 31. Infanterie-Division auf der Nahtstelle zwischen der 4. Armee und der 9. Armee und verhinderte dadurch einen womöglich folgenschweren Einbruch in die Front der Heeresgruppe Mitte. Dafür wurde er am 6. April 1944 mit dem Ritterkreuz des Eisernen Kreuzes ausgezeichnet.
Mit Wirkung vom 14. August 1944 sollte Bleckwenn in die Führerreserve des OKH versetzt und zum Kampfkommandanten von Trier ernannt werden, doch der Zusammenbruch der Heeresgruppe Mitte infolge der sowjetischen Operation Bagration verhinderte seine Abreise. Mit den Resten seines eigenen Regiments sowie des Grenadier-Regiments 532 und des Artillerie-Regiments 31 marschierte er in 44 Tagen hinter den vorrückenden sowjetischen Linien vom Dnepr durch weißruthenische Wälder bis nach Ostpreußen. Dafür wurde ihm am 18. Oktober 1944 das Eichenlaub zum Ritterkreuz verliehen. Vom 19. Oktober bis zum 15. November 1944 nahm Bleckwenn am 15. Divisionsführer-Lehrgang in Hirschberg teil, und am 15. November 1944 wurde er mit der Führung der beim LXIV. Armeekorps, 19. Armee, im Elsass stehenden 708. Volksgrenadier-Division beauftragt, deren Kommandeur er am 30. Januar 1945 wurde. Die Division wurde in der ersten Februarwoche während der Kämpfe um den sogenannten Brückenkopf Elsass bei Colmar weitgehend vernichtet und danach aufgelöst. Bleckwenn selbst wurde am 8. Februar 1945 (mit Wirkung vom 30. Januar 1945) zum Generalmajor befördert und am 21. Februar in die Führerreserve des OKH beim Wehrkreiskommando XII in Wiesbaden versetzt.
Auf Wunsch Himmlers als Oberbefehlshaber der Heeresgruppe Weichsel, und des Großadmirals Dönitz als Oberbefehlshaber der Kriegsmarine  wurde er Ende Februar 1945 zum Kommandeur der 1. Marine-Infanterie-Division ernannt und übernahm am 28. Februar 1945 von dem bisherigen Kommandeur, Konteradmiral Hans Hartmann, die Dienstgeschäfte. Bleckwenn setzte durch, dass der Umbau der Truppe zu einer Kampfdivision nach dem Schema einer Volksgrenadier-Division des Heeres eingeleitet wurde und die Stellen der Regiments- und Bataillonskommandeure umgehend mit Heeresoffizieren besetzt wurden. Mit Wirkung vom 1. März 1945 wechselte Generalmajor Bleckwenn aus dem Befehlsbereich des Heeres in den Befehlsbereich des Oberkommandos der Marine (OKM).
Bei Übernahme des Kommandos war die Division an der Oderfront zwischen Schwedt und Zehden eingesetzt. Nach wenigen Tagen wurde sie auf Befehl des OKH in mehreren Phasen bataillons- und regimentsweise in den Raum südöstlich von Stettin verschoben, um Lücken in der zerbröckelnden Front der 3. Panzerarmee zu schließen und den südlichen Abschnitt des in Entstehung befindlichen Oder-Brückenkopfes Greifenhagen – Altdamm zu übernehmen. Unter ziemlich verworrenen Befehlsverhältnissen wurde der Großverband in drei Teile zerrissen, von denen nur einer unter Bleckwenns taktischer Führung verblieb. Ein verstärktes Regiment verteidigte als „Feuerwehr“  des Stellv. II. Armeekorps sechs Tage lang die südlichen Zugänge zur Stettiner Autobahn. Am 8. März war der größte Teil aufgerieben; Reste des Regiments kämpften sich in Richtung Autobahn zurück. Ein weiteres Regiment wehrte unter Bleckwenns persönlicher Führung eine Woche lang alle sowjetischen Angriffe gegen die Oderbrücke in Greifenhagen ab. Bald nach Sprengung der Brücke entkamen die verbliebenen Teile, vom Divisionskommandeur angeführt, im letzten Augenblick der Einschließung und kämpften sich zu den eigenen Linien durch. Das Gros des letzten Regiments wurde erst nach und nach in Richtung Stettin verlegt, ohne dort jedoch noch nachhaltig zum Einsatz zu kommen.
Nachdem die Division am 10. März auf Befehl Hitlers durch Umbenennung in "1. Marine-Infanterie-Division" nominell aufgewertet worden war, wurde sie eine Woche später aus der Brückenkopffront herausgezogen und auf das Westufer der Oder verlegt. Im Auffrischungsraum südwestlich von Stettin begann unter Bleckwenns Leitung die Neuaufstellung.
Anfang April wurde die Division an den Südflügel der 3. Panzerarmee südwestlich von Schwedt verlegt und dem XXXXVI. Panzerkorps unterstellt. Zu Beginn der Schlacht um Berlin Mitte April kam es am linken Flügel an der Nahtstelle zur 9. Armee im Raum Hohensaaten zu verlustreichen Abwehrkämpfen, bei denen alle Einbruchsversuche der Zentralfront zurückgeworfen wurden. Nach der verlorenen Schlacht um die Seelower Höhen wurde am 22. April die Verschiebung der Division nach Norden befohlen, um mit einem Regiment eine Frontlücke zwischen Tantow und Gartz zu schließen und sich mit den übrigen Teilen dahinter bereitzustellen. Bleckwenns Versuche, die Verschiebung zu verhindern, blieben ohne Erfolg.
Aus Mangel an Transportraum und wegen der feindlichen Luftbedrohung zog sich die Truppenverlegung endlos lange hin. Der Einsatz selbst verlief völlig unkoordiniert, so dass Kompanien und Bataillone ohne Unterstützung durch schwere Waffen antreten mussten, ihre Linien durchbrochen, eingekesselt und zerschlagen wurden. Im Gefolge wurde die Division völlig zerrissen, so dass Bleckwenn die Führung aus den Händen geriet. Am 26. April beteiligte er sich auf seinem Gefechtsstand in Eickstedt ostwärts von Prenzlau persönlich an der Abwehr eines sowjetischen Panzervorstoßes. Mit einigen hundert Männern, den letzten kampfwilligen Soldaten seiner Division, erreichte er im Chaos des Rückzugs am folgenden Tag den Raum Feldberg im östlichen Mecklenburg. Dort erhielt er den Befehl, die noch kampffähigen Teile der 1. Marine-Infanterie-Division aus der Front des XXXXVI. Panzerkorps herauszuziehen und westlich von Neustrelitz zu sammeln. Als sein vorgeschobener Gefechtsstand am 28. April durch gegnerische Panzerspitzen erneut bedroht wurde, ging es noch weiter nach Westen und die Division begann sich endgültig aufzulösen. Generalmajor Bleckwenn wurde am 2. Mai auf dem Korpsgefechtsstand in Rastow-Pulverhof bei Schwerin von einer Einheit der 8. US-Division gefangen genommen.

### Kriegsgefangenschaft und Nachkriegszeit
Sehr bald schon wurde er von den Amerikanern an die Briten weitergereicht, die ihn Ende Mai 1945 in das Vernehmungszentrum im Kensington-Palast in London verlegten, den sogenannten 'London District P.O.W. Cage', wo hochrangige deutsche Offiziere auf eine mögliche Verwicklung in Kriegsverbrechen  überprüft wurden. Die äußeren Bedingungen dort waren menschenunwürdig; die angewandten Vernehmungsmethoden schlossen brutale Folter mit ein. Ab Januar 1946 verbrachte er 18 Monate im Kriegsgefangenenlager Island Farm „Special Camp 11“ in Bridgend in Wales. Zu den Insassen gehörte unter anderem sein Vorgänger bei der 1.  Marine-Division, Konteradmiral Hans Hartmann. Anfang August 1947 überstellte man Bleckwenn erneut in den Kensington-Palast, wo er wegen einer möglichen Verwicklung in Kriegsverbrechen auf französischem Boden verhört wurde. Darauf verbrachte er einige Monate in französischem Gewahrsam, wurde am 25. Oktober 1947 entlassen und kehrte im folgenden Winter zu seiner Familie nach Stockelsdorf bei Lübeck in Schleswig-Holstein zurück, wo er Arbeit fand. Im Februar 1952 lebte er in Saarbrücken, der Hauptstadt des damals von der Bundesrepublik Deutschland abgetrennten, französischen Protektorates Saarland. Dort baute er sich eine Existenz auf, knüpfte Kontakte zu Offizierskameraden aus den Reihen des Heeres und führte über fast zwei Jahrzehnte einen Briefwechsel mit dem letzten Oberbefehlshaber der Heeresgruppe Weichsel, Generaloberst a. D. Gotthard Heinrici.

## Auszeichnungen
- Schutzwall-Ehrenzeichen, 20. März 1940
- Eisernes Kreuz II. Klasse, 21. Mai 1940
- Eisernes Kreuz I. Klasse, 1. Juli 1940
- Infanterie-Sturmabzeichen in Silber, 1. Juli 1940
- Verwundetenabzeichen in Schwarz, 10. September 1941
- Deutsches Kreuz in Gold, 14. April 1942
- Medaille Winterschlacht im Osten, 20. August 1942
- Verwundetenabzeichen in Silber, 20. August 1943
- Nahkampfspange in Bronze und Silber
- Ritterkreuz des Eisernen Kreuzes, 6. April 1944
- Eichenlaub zum Ritterkreuz, 18. Oktober 1944